# Gobierno de Bolivia
El Gobierno del Estado Plurinacional de Bolivia es el órgano ejecutivo del poder público, compuesto por el presidente, el vicepresidente y los ministros de Estado. El Gobierno plurinacional tiene como principal atribución proponer y dirigir las políticas gubernamentales y la administración pública nacional. Las atribuciones del Órgano Ejecutivo nacional están establecidas en la Constitución Política del Estado, la Ley Orgánica del Poder Ejecutivo, la Ley Marco de Autonomías y Descentralización, entre otras disposiciones legales. 
El Gobierno de Bolivia está actualmente presidido por Luis Arce, tras  ganar las elecciones generales de 2020. Anteriormente estuvo la presidenta Jeanine Áñez de manera interina y transitoria, tras la crisis política de 2019, en la que renunció Evo Morales.

## Composición
Según la Constitución Política del Estado Plurinacional de Bolivia de 2009, el Gobierno de Bolivia está compuesto por el Órgano Legislativo, el Órgano Ejecutivo, el Órgano Judicial y Órgano Electoral.

### Órgano Legislativo
La Asamblea Legislativa Plurinacional está compuesta por dos cámaras, la Cámara de Diputados, compuesta de 130 miembros y la Cámara de Senadores, con 36 miembros. El poder legislativo es el único con facultad de aprobar y sancionar leyes que rigen para todo el territorio boliviano. 
La Cámara de Diputados posee 130 miembros: En cada departamento, se eligen la mitad de los diputados en circunscripciones uninominales (65 diputados). La otra mitad (65 diputados) se elige en circunscripciones plurinominales departamentales, de las listas encabezadas por los candidatos a presidente, vicepresidente y senadores del Estado. Los diputados también tienen un período de cinco años y deben tener como mínimo 18 años cumplidos al día de la elección. El Senado tiene 36 miembros, cuatro representantes de cada Departamento. Los senadores son elegidos de listas partidarias. El tiempo del mandato de las y los senadores es de cinco años pudiendo ser reelectas y reelectos por una sola vez de manera continua.

### Órgano Ejecutivo
El órgano ejecutivo se trata de un órgano unipersonal y piramidal que se encuentra en cabeza del presidente del Estado Plurinacional de Bolivia, funcionario que debe ser elegido cada cinco años por sufragio directo, secreto, universal y obligatorio, en doble vuelta junto con el candidato a vicepresidente. El presidente de Bolivia actúa en coordinación con los Ministros de Estado, estos últimos designados por el presidente del Estado.

### Órgano Judicial
El Órgano Judicial está integrado por la jurisdicción ordinaria, ejercida por el Tribunal Supremo de Justicia; la jurisdicción agroambiental, mediante el Tribunal Agroambiental; la jurisdicción especializada; la jurisdicción indígena originaria campesina; y la justicia constitucional, a través del Tribunal Constitucional Plurinacional. Además, es parte del Órgano Judicial el Consejo de la Magistratura. Las disposiciones que rigen al Órgano Judicial están establecidas en el Título III de la Constitución Política del Estado, la Ley del Órgano Judicial, la Ley de Deslinde Jurisdiccional, entre otras leyes.
El Órgano Electoral Plurinacional es un órgano independiente que administra, organiza, ejecuta y proclama los resultados de procesos electorales en el país. Lo conforman el Tribunal Supremo Electoral, nueve Tribunales Electorales Departamentales, los notarios, juzgados y jurados electorales (estos últimos en periodo de elecciones).

## Ministerios de Estado
Los ministros son los colaboradores directos e inmediatos del presidente o presidenta del Estado en el gobierno y administración de este. Los ministerios, como órganos superiores de colaboración del presidente o presidenta del Estado en las funciones de gobierno y administración de sus respectivos sectores, deben proponer y evaluar las políticas y planes correspondientes, estudiar y proponer las normas aplicables a los sectores a su cargo, velar por el cumplimiento de las normas dictadas, asignar recursos y fiscalizar las actividades del respectivo sector. Los ministerios son:
-Ministerio de la Presidencia (Bolivia)
-Ministerio de Gobierno (Bolivia)
-Ministerio de Economía y Finanzas Públicas (Bolivia)
-Ministerio de Comunicación (Bolivia)
-Ministerio de Justicia y Transparencia Institucional (Bolivia)
-Ministerio de Educación (Bolivia)
-Ministerio de Defensa (Bolivia)
-Ministerio de Salud (Bolivia)
-Ministerio de Obras Públicas, Servicios y Vivienda (Bolivia)
-Ministerio de Relaciones Exteriores (Bolivia)
-Ministerio de Trabajo, Empleo y Previsión Social (Bolivia)
-Ministerio de Desarrollo Rural y Tierras
-Ministerio de Hidrocarburos (Bolivia)
-Ministerio de Culturas y Turismo (Bolivia)
-Ministerio de Medio Ambiente y Agua (Bolivia)
-Ministerio de Desarrollo Productivo y Economía Plural (Bolivia)
-Ministerio de Energía (Bolivia)
-Ministerio de Minería y Metalurgia
-Ministerio de Deporte (Bolivia)
-Ministerio de Planificación del Desarrollo (Bolivia)